# Amtsgericht Hünfeld

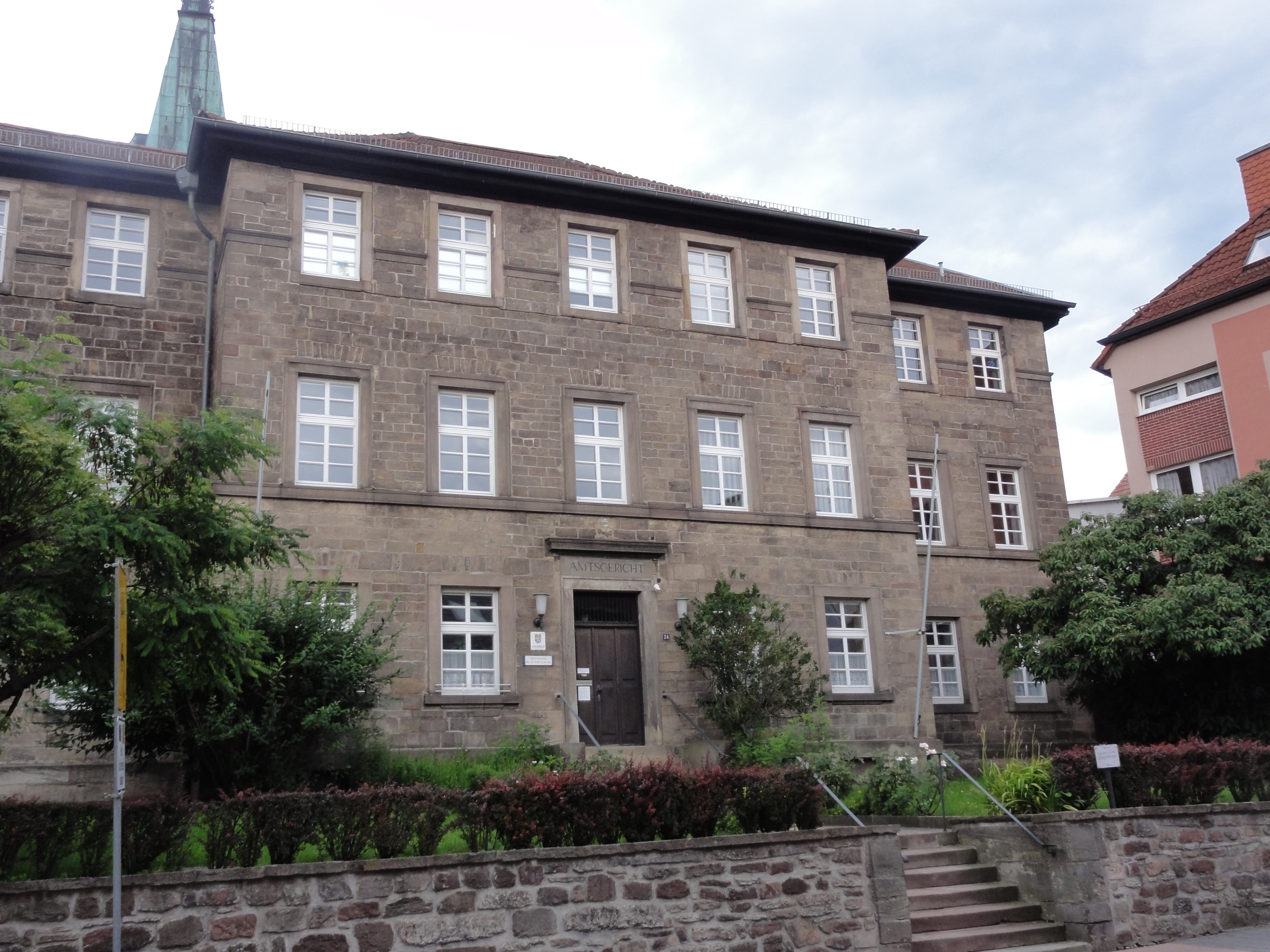
Amtsgericht Hünfeld

Das Amtsgericht Hünfeld ist ein Gericht der ordentlichen Gerichtsbarkeit und eines von drei Amtsgerichten (AG) im Bezirk des Landgerichts Fulda.

## Gerichtssitz und -bezirk

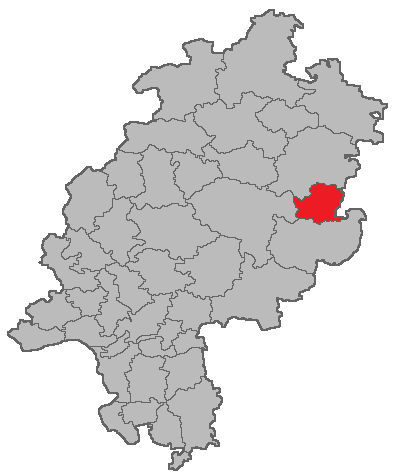
Lage des Amtsgerichtsbezirks Hünfeld in Hessen

Sitz des Gerichts ist die osthessische Stadt Hünfeld. Der 350 km² große Gerichtsbezirk umfasst die Gemeinden Burghaun, Eiterfeld, Hünfeld, Nüsttal und Rasdorf. In ihm leben mehr als 34.000 Menschen.
Das Amtsgericht Hünfeld ist als Zentrales Mahngericht für die Bearbeitung aller Mahnverfahren im Land Hessen zuständig. 
Seit dem 1. Januar 2013 ist das Amtsgericht Hünfeld auch Zentrales Vollstreckungsgericht für das Land Hessen.

## Entwicklung als zentrales Mahngericht
Das zentrale Mahngericht wurde 1973 gegründet und war zunächst nur für die Mahnverfahren einiger hessischer Amtsgerichte als Außenstelle zuständig. Ab 1981 bearbeitet das Amtsgericht Hünfeld die Mahnsachen in eigener Zuständigkeit. Es folgt eine schrittweise Konzentration der Mahnverfahren beim Amtsgericht Hünfeld bis 1998. 1991 begann die maschinelle Bearbeitung im Wege des Datenaustausches. Seit 1998 ist das Amtsgericht Hünfeld für alle Mahnverfahren in Hessen zuständig. Seit 2001 erfolgt deren Bearbeitung ausschließlich im sog. maschinellen Verfahren.

## Gebäude

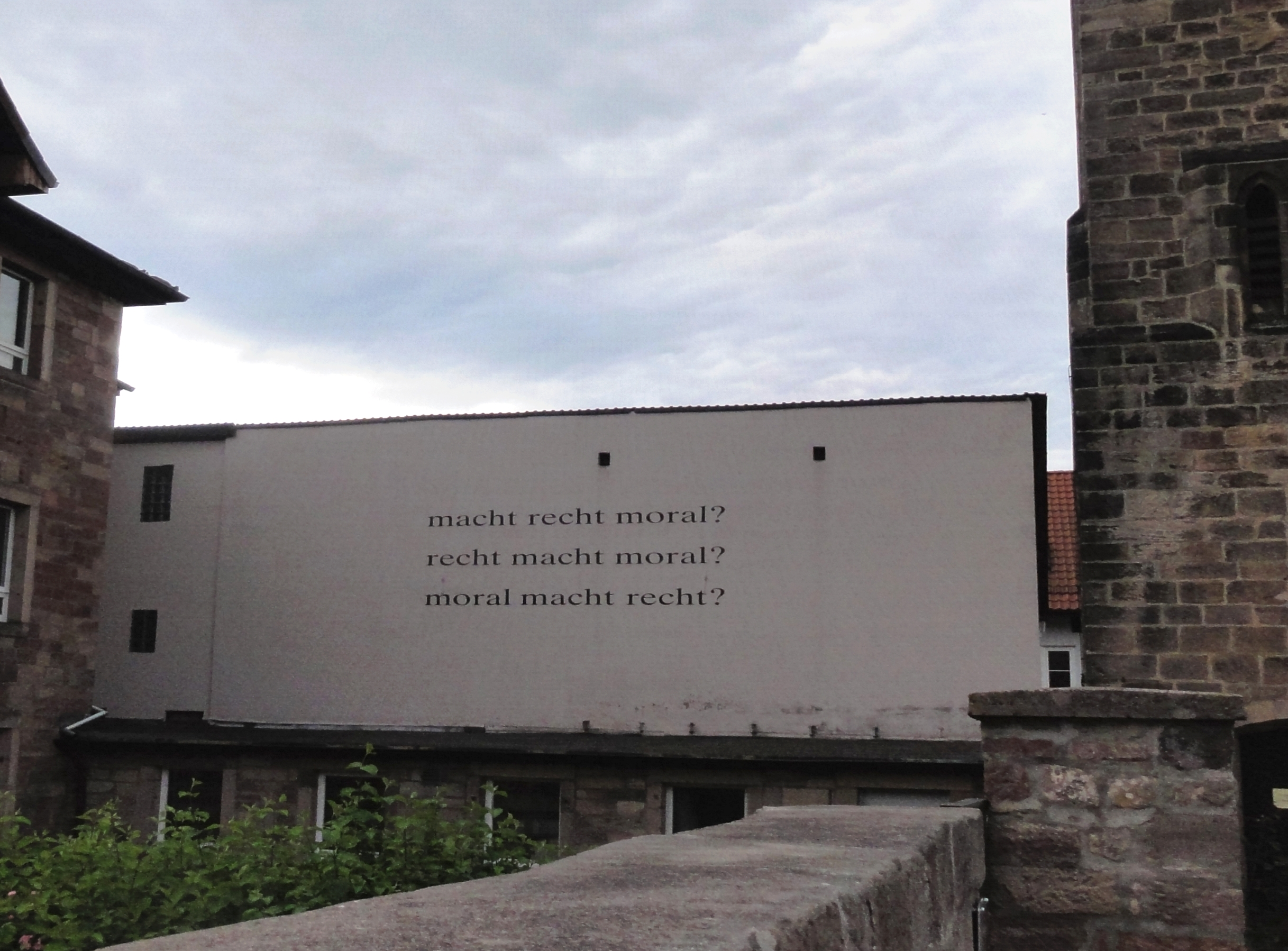
Fassade zwischen Hauptgebäude und Stiftskirche

Das Gebäude wurde 1850 aus Abbruchmaterial der alten Stiftskirche erbaut. Seit 1850/55 ist es Sitz der Justizbehörde, die 1821 mit der Bildung des Kreises Hünfeld geschaffen wurde. Um 1855 wurde nach Abbruch des Stadttores Großenbacher Tor das dortige Gefängnis in das Gebäude des Amtsgerichts verlegt. Hier verblieb das Gefängnis vermutlich bis nach dem Bau des neuen Rathauses 1891/95.
Das Gebäude des Amtsgerichts Hünfeld befindet sich in der Hauptstraße 24.
Zwischen dem Hauptgebäude und der Stiftskirche wurden drei Fragesätze des deutschen Philosophen und Kommunikationswissenschaftlers Siegfried J. Schmidt auf einer Fassade eingebracht. Die drei Begriffe „macht“, „recht“ und „moral“ werden von ihm permutativ als drei Fragesätze verwendet. Er stellt nur die Frage, die Antwort soll der Leser sich selbst geben.

## Übergeordnete Gerichte
Dem Amtsgericht Hünfeld ist das Landgericht Fulda übergeordnet. Zuständiges Oberlandesgericht ist das Oberlandesgericht Frankfurt am Main.